# Мост Академика Королёва
Мост Академика Королёва (до декабря 2024 года «мост в створе Берегового проезда») — строящийся автодорожный мост через Москву, соединяющий районы Филёвский Парк и Шелепиха в 800 м выше существующего Шелепихинского моста. Ожидаемый срок ввода в экcплуатацию, по официальным сообщениям декабря 2024 года — сентябрь или октябрь 2025 года.

## Проектирование
План строительства моста в створе Берегового проезда был оглашён мэрией Москвы в июле 2021 года. В то время в зоне пятнадцатиминутной пешеходной доступности проживало 75 тысяч человек. Шелепиха ещё оставалась спальным микрорайоном советской застройки без уникальных точек притяжения, но рядом с ней велось строительство высотных жилых комплексов «Хедлайнер», «Сердце столицы», «Сидней Сити» и «Фридом». Лежащий по правому берегу реки район Филёвский Парк был более разнообразен — здесь, помимо старого жилого фонда и новостроек, имелись крупные торговые центры, НПЦ Хруничева и собственно Филёвский парк. На реконструируемой территории НПЦ планировалось разместить около 20 тысяч новых рабочих мест.
Разработчиков архитектурно-градостроительных концепций семи новых мостов предлагалось определить на открытом международном конкурсе, а инженерное проектирование моста было поручено ОАО «Институт Гипростроймост». Инженеры рассматривали четыре конструктивных варианта — арку с ездой понизу, однопилонный вантовый мост, трёхпролётный балочный мост и арку, пересекающую балку жёсткости под углом (по диагонали). По результатам визуализации решений и экономических расчётов заказчик и Гипростроймост избрали первый вариант. Архитектурное решение моста, выполненное германским бюро Leonhardt, Andrä und Partner, было опубликовано 14 февраля 2022 года. Общая длина моста тогда определялась в 370 м при главном пролёте 200 м, полная ширина шестиполосной проезжей части в 26,15 м плюс обособленные пешеходная и велосипедная зоны общей шириной 15 м. Предложенный заказчиком вариант унификации конструкции моста с мостами Мнёвниковской поймы не получил развития, и в конце февраля 2022 года Гипростроймост передал предпроектные материалы для утверждения в мэрию.

## Конфигурация и конструкция

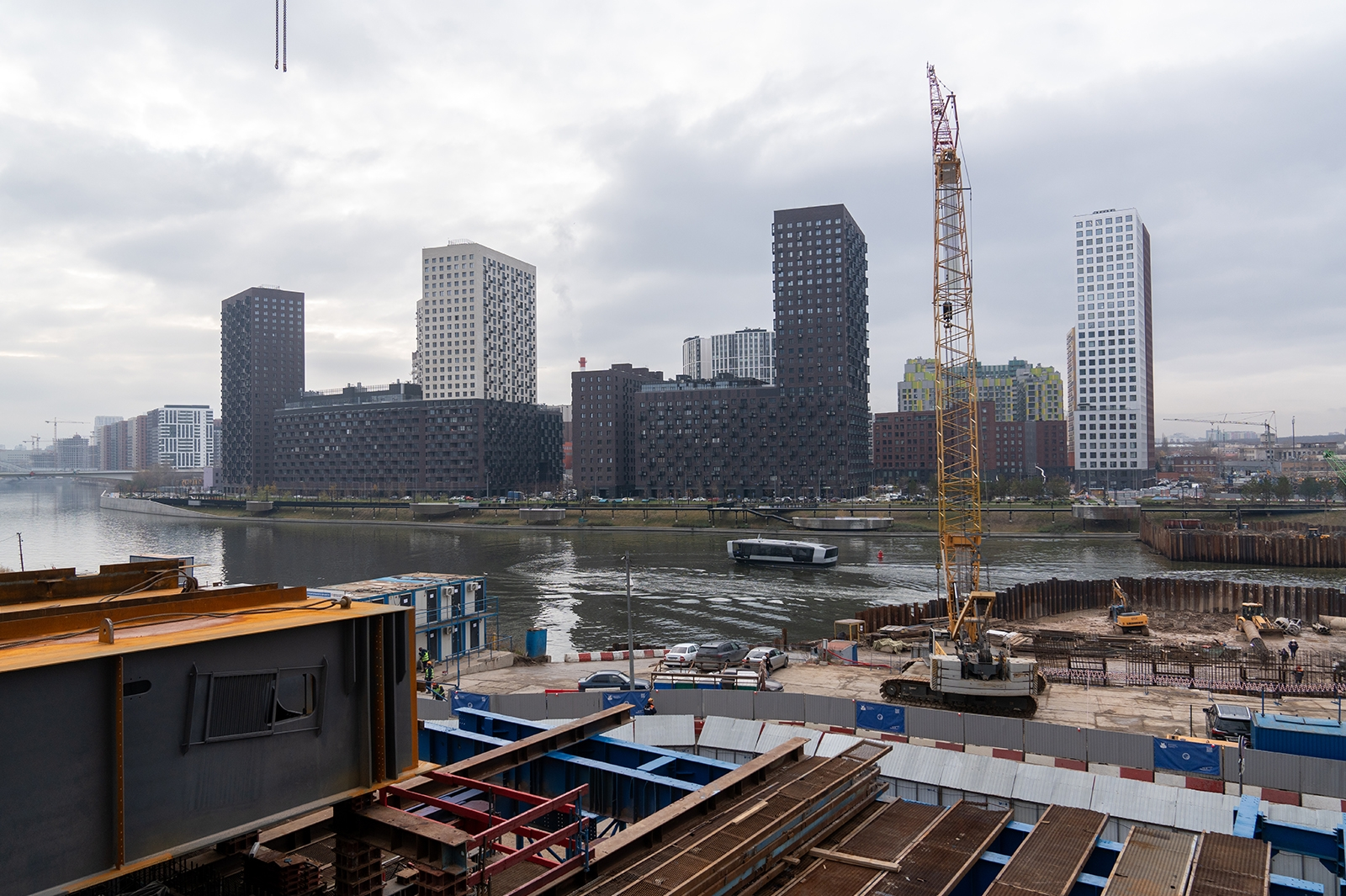
Стройплощадка на левом берегу, ноябрь 2023 года. Сборка пролётного строения, сужение русла полуостровками

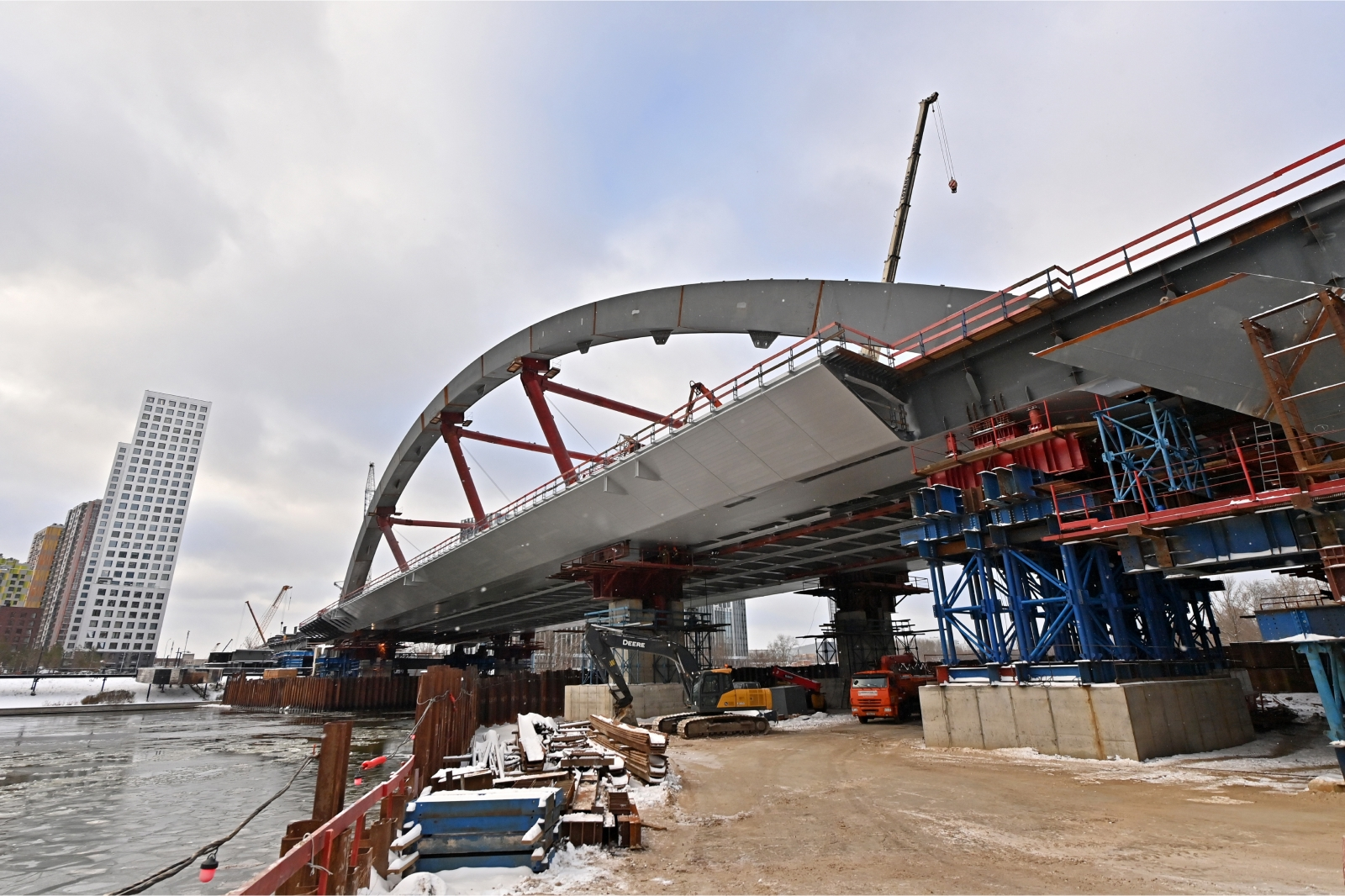
Надвинутое на место пролётное строение, декабрь 2024 года. Видны полуостровки, временные промежуточные опоры и связи между арками и затяжкой, которые будут удалены

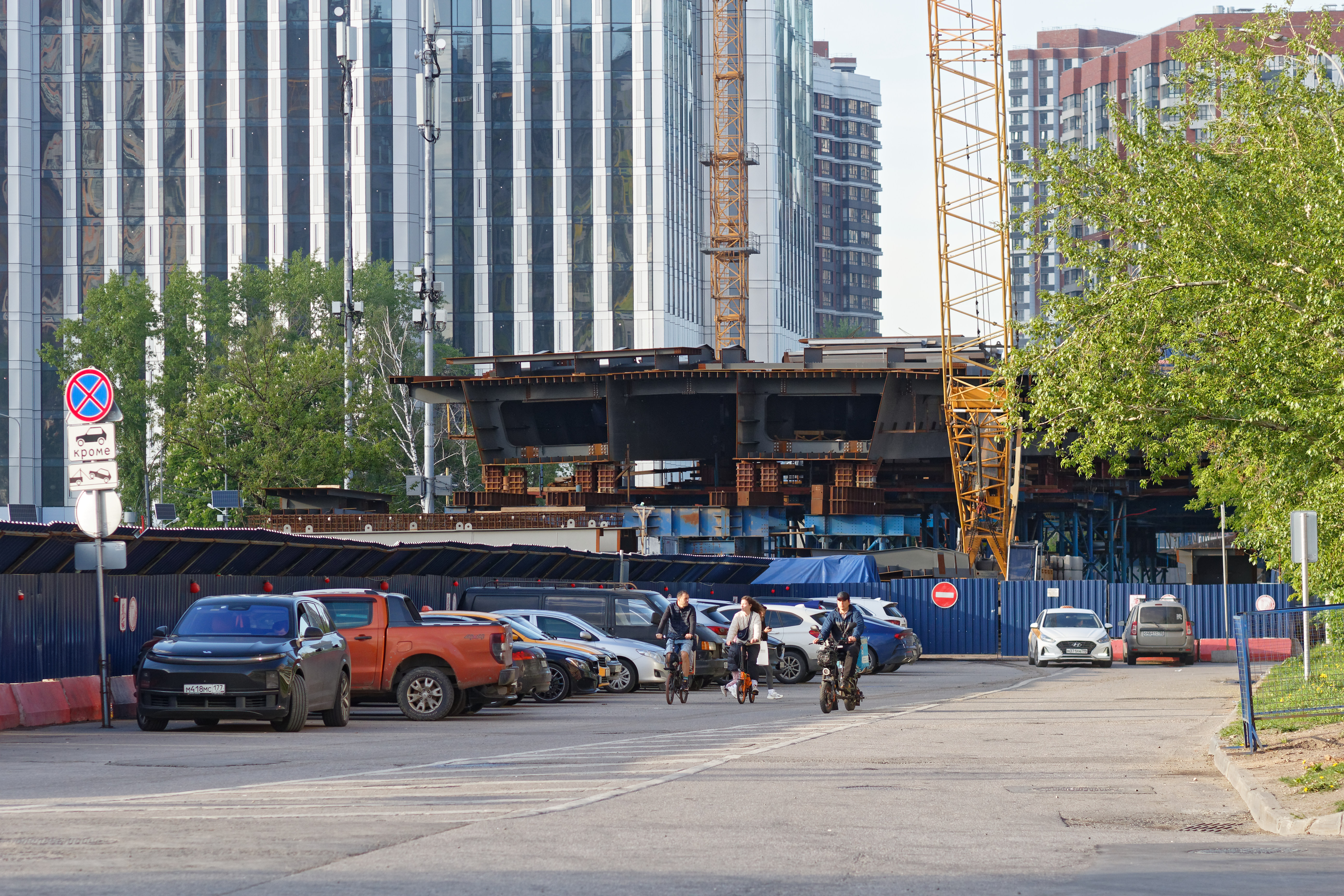
Береговой проезд. Незавершённая главная правобережная эстакада в мае 2025 года (вид с Новофилёвского проезда на восток)

В соответствии с принятым к постройке проектом, трасса мостового перехода при движении с запада на восток начинается от Новофилёвского проезда, поднимается на четырёхполосную правобережную эстакаду, пересекает проектируемый проезд 2017 и проходит между жилищными комплексами «Береговой» и «Береговой-2». Длина эстакады между осями опор 275,9 м, полная длина 281 м. Перед мостовым строением к основной правобережной эстакаде примыкают две боковые, двухполосные эстакады съездов, суммарной длиной 429 м, связывающие мост с проектируемым проездом № 2017. К западу от моста трасса пересекает Шелепихинскую набережную, проходит между жилищными комплексами «Сердце Столицы» и «Левел Причальный» и выходит на 1-й Силикатный проезд (в этой местности поглощённый расширением Шелепихинского шоссе). На левом берегу предусмотрены 340-метровый разворотный съезд на Шелепихинскую набережную и реконструкция около 700 м самой набережной.
Конфигурацию мостового строения определили, в том числе, требование регулятора судоходства (ФГБУ «Канал имени Москвы») обеспечить судоходный пролёт не менее 140 м «в свету», прокладка трассы моста под углом 74° к руслу реки и техническая необходимость разместить одну из опор на уже существующих бетонных сооружениях Шелепихинской набережной. Сведения об их устройстве в архивах не сохранились, и проектировщикам пришлось проводить водолазное обследование набережной. В итоге была принята схема руслового пролётного строения (71 + 165 + 66) м по оси трассы, итого 302 м (в публикациях мэрии 315 м). Русловые опоры моста установлены параллельно береговым линиям и интегрированы в реконструируемые набережные.
Высота арки над уровнем Шелепихинской набережной 33,32 м; уровень набережной установлен на отметке на 0,44 м выше расчётного уровня весенних вод и на 6,27 м выше нормального подпорного уровня. Коробчатые металлические арки установлены в двух наклонённых наружу плоскостях и не имеют конструктивных связей выше уровня затяжки. Затяжкой служит пара коробчатых металлических балок, объединённых поперечными балками и ортотропной плитой проезжей части. 44 вантовые подвески, передающие нагрузку на арки, выполнены из высокопрочных оцинкованных стальных канатов закрытого типа. Ширина шестиполосной проезжей части внутри арок 26,15 м; пешеходные тротуары шириной 4,5 м каждый расположены вне арок. На правом берегу шестиполосная дорога разделяется на четырёхполосный главный ход эстакады, и две конструктивно обособленные двухполосные железобетонные эстакады съездов шириной 9 м каждая. Для спуска и подъёма пешеходов предусмотрены четыре остеклённые лифтовые сооружения с лестничными сходами и вынесенными наружу шахтами лифтов.

## Строительство
Строительство моста началось в январе 2023 года за счет средств адресной инвестиционной программы Москвы; завершение работ тогда планировалось на конец 2025 года
. Генеральный подрядчик — АО «Дороги и мосты», входящее в структуру «Нацпроектстроя» — совместного предприятия ВЭБ.РФ и А. Р. Ротенберга. Фактически работы на площадке выполнял филиал «Дорог и мостов», «Мостоотряд-4».
Мост монтировался методом продольной надвижки. По согласованию с каналом имени Москвы строители устроили на обоих берегах реки временные полуостровки с шпунтовым ограждением, сузившие судоходный просвет реки до 60 м. На них были выстроены русловые опоры, которым предстояло нести главный арочный пролёт и вспомогательные временные опоры. Пролётное строение собиралось на сплошных подмостях левобережной площадки, за крайней восточной опорой моста. Оно надвигалось на русловые опоры с использованием аванбека, затем производился демонтаж аванбека, монтаж примыкащих к главному пролёту металлоконструкций и установка пролёта на постоянные опоры. В декабре 2024 года надвижка основных конструкций была завершена и начался монтаж эстакад, армирование ростверков опор и оснований лестничных переходов. Тогда же мост получил новое официальное название в память С. П. Королёва. По состоянию на 15 мая 2025 года, мост по-прежнему стоит на временных опорах, просвет реки так же сужен полуостровками, вместо постоянных вант арку и затяжку скрепляют временные жёсткие связи.